# Rezerwat przyrody Winiary Zagojskie
Rezerwat przyrody Winiary Zagojskie – rezerwat stepowy na terenie Nadnidziańskiego Parku Krajobrazowego w gminie Pińczów, w powiecie pińczowskim, w województwie świętokrzyskim.
- Powierzchnia: 4,75 ha[3] (akt powołujący podawał 4,81 ha)
- Rok utworzenia: 1960
- Dokument powołujący: Zarządz. MLiPD z 28.03.1960; MP. 37/1960, poz. 187
- Numer ewidencyjny WKP: 029[2]
- Charakter rezerwatu: częściowy (podlega ochronie czynnej[4])
- Przedmiot ochrony: kwietny step łąkowy oraz murawa ostnicowa z udziałem rzadkich i prawnie chronionych gatunków roślin

Do występujących tu chronionych gatunków roślin należą: miłek wiosenny, ostnica włosowata, dziewięćsił bezłodygowy, len włochaty, ożota zwyczajna.
Przez rezerwat przechodzi  niebieski szlak turystyczny z Pińczowa do Wiślicy.